# Manfred Heimers

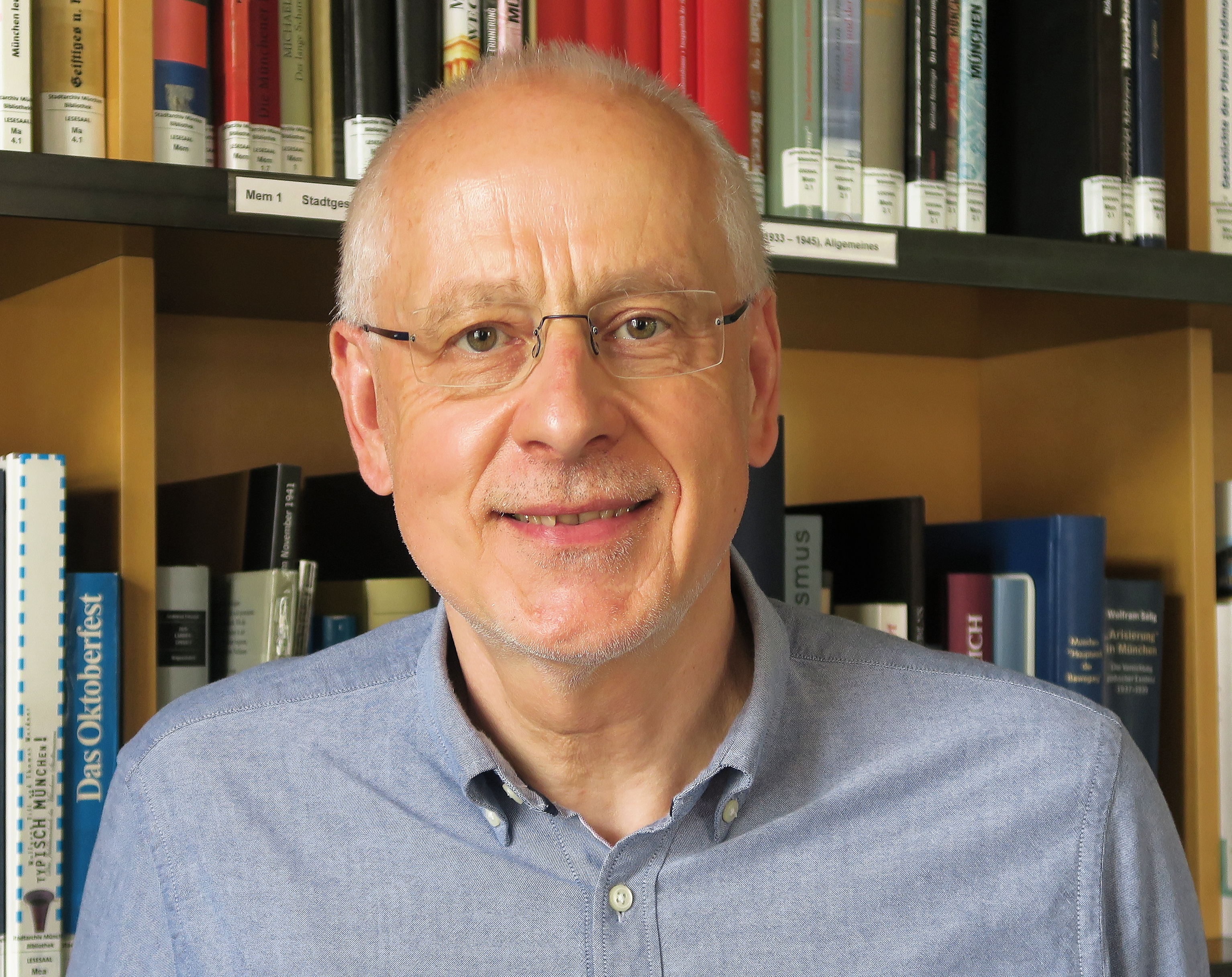
Manfred Heimers, Juni 2021

Manfred Peter Heimers (* 28. Mai 1956 in Kirchheimbolanden) ist ein deutscher Historiker und Archivar. Er war von Mai 2020 bis März 2023 Leiter des Stadtarchivs München (bis Januar 2022 kommissarisch bestellt).

## Herkunft und Ausbildung
Manfred Peter Heimers wuchs in Kirchheimbolanden in der Pfalz auf. Er besuchte in seiner Heimatstadt das Nordpfalzgymnasium und machte dort 1975 Abitur. Seit 1976 studierte er an der Universität Trier Geschichte und Politikwissenschaft. Nach einem Studienaufenthalt an der University of Reading in Großbritannien in den Jahren 1980 und 1981 legte er 1983 in Trier das Magisterexamen ab. Mit Hilfe eines Stipendiums der Friedrich-Ebert-Stiftung promovierte er in Trier 1989 bei Kurt Düwell mit dem Dissertationsthema „Unitarismus und süddeutsches Selbstbewusstsein. Weimarer Koalition und SPD in Baden in der Reichsreformdiskussion 1918–1933“.

## Beruflicher Werdegang
Noch während seiner Promotionszeit begann Heimers 1987 ein Referendariat am Hauptstaatsarchiv Stuttgart und an der Archivschule Marburg, das er 1989 mit der archivischen Staatsprüfung als Assessor des Archivdienstes abschloss. Im Anschluss daran nahm er eine Stelle als wissenschaftlicher Archivar am Stadtarchiv München an. Hier war er zunächst für die Unterlagen der städtischen Dienststellen des Bau- und Stadtplanungswesens, die Stadtchronik und die Zeitgeschichtlichen Sammlungen zuständig. 1998 und 2000 kuratierte er Ausstellungen des Stadtarchivs zur Geschichte Münchens im Dreißigjährigen Krieg und zur Zeit der Napoleonischen Kriege. Seit 2009 hatte er zunächst als Mitglied und später als Leiter einer Projektgruppe wesentlichen Anteil an der Etablierung eines Systems zur digitalen Langzeitarchivierung. 2012 wurde Heimers in seiner Eigenschaft als Schriftführer Geschäftsführer des Historischen Vereins von Oberbayern. 2013 wurde er zum stellvertretenden Amtsleiter des Stadtarchivs ernannt, seit dem 1. Februar 2022 war er Amtschef. Es war Heimers ein zentrales Anliegen, das Stadtarchiv München durch die Digitalisierung von Beständen, durch den Ausbau der digitalen Langzeitarchivierung und durch digitale Benutzungsangebote als modernen Dienstleister im Informationszeitalter zu etablieren und zu stärken.

## Publikationen
Schwerpunkt der wissenschaftlich-publizistischen Arbeit von Manfred Heimers ist die Geschichte Münchens vom 17. bis zum frühen 20. Jahrhundert. Seine Promotionsarbeit zum Thema Unitarismus erschien 1998 im Münchner Buchendorfer Verlag. Im selben Jahr publizierte Heimers ein Buch über Münchner Verhältnisse im Dreißigjährigen Krieg. „München während der französischen Revolution“ ist die dritte von Heimers veröffentlichte Monographie.
Die zahlreichen Beiträge von Heimers in Büchern und Zeitschriften gehen thematisch von der „Sendlinger Mordweihnacht“ über „München zwischen Oktober 1918 und Juni 1919“, über „200 Jahre Münchner Oberbürgermeister“, bis zur „Situation des Breitensports Fußball nach dem Zweiten Weltkrieg in München“.

### Monographien
- Manfred Peter Heimers, Unitarismus und süddeutsches Selbstbewußtsein. Weimarer Koalition und SPD in Baden in der Reichsreformdiskussion 1918–1933, (Beiträge zur Geschichte des Parlamentarismus und der politischen Parteien, Bd. 98), Düsseldorf, Droste, 1992, ISBN 3-7700-5170-X, 366 Seiten
- Manfred Peter Heimers, Krieg, Hunger, Pest und Glaubenszwist. München im Dreißigjährigen Krieg, München, Buchendorfer, 1998, ISBN 3-927984-84-1, 70 Seiten
- Manfred Peter Heimers, Die Trikolore über München. Vorgeschichte, Ablauf und Folgen der französischen Besetzung 1800/1801, München, Buchendorfer, 2000, ISBN 3-934036-34-1, 120 Seiten

### Beiträge (Auswahl)
- Manfred Peter Heimers, Kurzer Abriß der Geschichte Zells bis 1815, in: Aktuell von Göllheim bis Zell, 1. Jg., Nr. 38, 21. September 1983, S. 3–7.
- Manfred Peter Heimers: Trier als preußische Bezirkshauptstadt im Vormärz 1814–1848. In: Kurt Düwell/Franz Irsigler (Hrsg.): Geschichte der Stadt Trier. Bd. 3: Trier in der Neuzeit. Spee, Trier 1989, S. 399–419.
- Manfred Peter Heimers, Ein neues Kapitel: Der Magazinneubau des Stadtarchivs München, in: Der Archivar 43, 1990, Sp. 241–252
- Manfred Peter Heimers, Die Strukturen einer barocken Residenzstadt. München zwischen Dreißigjährigem Krieg und dem Vorabend der Französischen Revolution, in: Richard Bauer (Hrsg.), Geschichte der Stadt München, München, C. H. Beck, 1992, S. 211–243.
- Manfred Peter Heimers, Der Physikatsbericht für das Landgericht Rosenheim aus dem Jahr 1861, in: Oberbayerisches Archiv 124, 2000, S. 373–415.
- Manfred Peter Heimers, Der Physikatsbericht für das Landgericht Aibling aus dem Jahr 1860, in: Oberbayerisches Archiv 125, 2. Heft, 2001, S. 289–314.
- Manfred Peter Heimers, Die Physikatsberichte für das Landgericht Burghausen aus den Jahren 1858–1860, in: Oberbayerisches Archiv, 126, 2002, S. 299–368.
- Manfred Peter Heimers, Sendlinger Mordweihnacht 1705, in: Bayerische Geschichte in Dokumenten, Braunschweig, Archiv-Verlag, 2006.
- Manfred Peter Heimers, Freizeitkicker und Vereinsaktive. Fußball als Breitensport in München nach 1945, in: Stadtarchiv München (Hrsg.), Fußball in München. Von der Theresienwiese bis zur Allianz-Arena, München, München-Verlag, 2006.
- Manfred Peter Heimers, Aufenthaltsverbot und eingeschränkte Zulassung (1442–1799), in: Bauer, Richard/Brenner, Michael (Hrsg.), Jüdisches München. Vom Mittelalter bis zur Gegenwart, München, C. H. Beck, 2006, S. 39–57.
- Manfred Peter Heimers, „Ex Commissione Administrationis Cæsareæ“. Die kaiserliche Administration in Kurbayern (1704–1714) und ihre Mandate und Verordnungen, in: Gehringer, Horst/Hecker, Hans-Joachim/Heydenreuter, Reinhard (Hrsg.), Landesordnung und Gute Policey in Bayern, Salzburg und Österreich, (Studien zu Policey und Policeywissenschaft), Frankfurt am Main, Vittorio Klostermann, 2008, S. 105–130.
- Manfred Peter Heimers, Dr. Alois von Erhardt (1870–1887), in: Hettler, Friedrich H./Sing, Achim (Hrsg.), Die Münchner Oberbürgermeister. 200 Jahre gelebte Stadtgeschichte, München, Volk, 2008, S. 57–64.
- Manfred Peter Heimers, Dr. Johannes von Widenmayer (1888–1893), in: Hettler, Friedrich H./Sing, Achim (Hrsg.), Die Münchner Oberbürgermeister. 200 Jahre gelebte Stadtgeschichte, München, Volk, 2008, S. 65–72.
- Manfred Peter Heimers, Wallfahrten, Dulten, Künstlermärkte. Der St.-Jakobs-Platz in der 850-jährigen Geschichte Münchens, in: Kerstin Möller (Red.), Nachbarn bauen Brücken. 850 Jahre München. St.-Jakobs-Platz, hrsg. v. Landeshauptstadt München Kulturreferat. Abt. Kulturelle Veranstaltungen & Programme, München 2008, S. 6–13.
- Manfred Peter Heimers, Vom Pilgerhaus zum Pflegeheim – Aus der 800-jährigen Geschichte des Heiliggeistspitals und seiner Stiftung, in: Barbara Hein (Red.), 800 Jahre Heiliggeistspital-Stiftung, hrsg. v. d. Landeshauptstadt München Sozialreferat. Stiftungsverwaltung, München 2008, S. 12–21.
- Armin Grädler/Manfred Peter Heimers, IDA, WIM und LZA. Der Weg zur Einführung der digitalen Langzeitarchivierung bei der Landeshauptstadt München, in: Irmgard Christa Becker/Dominik Haffer/Karsten Uhde (Hrsg.), Digitale Registraturen – digitale Archivierung. Pragmatische Lösungen für kleinere und mittlere Archive? Beiträge zum 16. Archivwissenschaftlichen Kolloquium der Archivschule Marburg, (Veröffentlichungen der Archivschule Marburg, Nr. 55), Marburg 2012, S. 109–130
- Manfred Peter Heimers, „Unsern Gruß zuvor“ – Die Mandate-Sammlung, in: Brigitte Huber (Hrsg.), Forscherlust und Sammeleifer. Die Sammlungen des Historischen Vereins von Oberbayern. Zum 175-jährigen Vereinsjubiläum 2012, (Oberbayerisches Archiv, Bd. 136), München 2012, S. 198–203.
- Manfred Peter Heimers, In ungestörter Unordnung: Die Autographen-Sammlung, in: Brigitte Huber (Hrsg.), Forscherlust und Sammeleifer. Die Sammlungen des Historischen Vereins von Oberbayern. Zum 175-jährigen Vereinsjubiläum 2012, (Oberbayerisches Archiv, Bd. 136), München 2012, S. 204–209.
- Manfred Peter Heimers, Vom Wehramt zum Stadtarchiv – 100 Jahre städtisches Dienstgebäude an der Winzererstraße 68, in: Manfred Peter Heimers/Brigitte Huber, Tätigkeitsbericht 2013/2014, hrsg. v. d. Landeshauptstadt München, Direktorium, Stadtarchiv, München 2014, S. 7–12.
- Manfred Peter Heimers, Sendlinger Mordweihnacht 1705, in: Bayerische Geschichte in Dokumenten – Jubiläums-Edition, Braunschweig, Archiv-Verlag, 2019.